# 奧利弗鎮區 (密蘇里州托尼縣)
奧利弗鎮區（英語：Oliver Township）是位於美國密蘇里州托尼縣的一個行政鎮區。

## 地方資料
奧利弗鎮區的面積為124.59平方千米，當中陸地面積為110.78平方千米，而水域面積為13.80平方千米。根據2020年美國人口普查的數據，當地共有人口10433人，而人口密度為每平方千米83.74人。